# Къща на улица „Гоце Делчев“ № 33
Къщата на улица „Гоце Делчев“ № 33 (на македонска литературна норма: Куќа на улица „Гоце Делчев“ бр. 33) е възрожденска къща в град Щип, Северна Македония. Къщата е обявена за значимо културно наследство на Северна Македония.

## Архитектура
Сградата е разположена улица „Гоце Делчев“ № 33. Входът е директно от улицата. Състои се от високо приземие и един етаж. Забележителна е предната фасада с интересно профилирани косници. На фасадата на етажа има централно разположен балкон с по един прозорец от двете страни. Къщата има още две странични фасади, а на задната страна е залепена за съседната къща.